# Iwamoto Kaoru
Iwamoto Kaoru (岩本薫, Iwamoto Kaoru, 5 de fevereiro de 1902 – 29 de Novembro de 1999), também conhecido como Honinbo Kunwa, foi uma jogados japonês profissional de Go que atingiu o rank 9 dan.

## Biografia
Iwamoto nasceu em Shimane, Japão. Durante sua infância ele passou vários anos em Busan, Koreia (1905-1913), onde ele estudou Go com seu pai.
Ele retornou ao Japão para estudar Go, indo para Tokyo, e tornando-se um discipulo de Hirose Heijiro 6 dan de Hoensha em 1913. Ele atingiu o 1º dan em 1917, e subiu rapidamente através do ranks. Em 1924, quando a Nihon Ki-in foi estabelecida, Iwamoto alcançou o 6º dan.
Ele retirou-se como jogador profissional de Go e imigrou para o Brasil como um agricultor de café em 1929 . No entanto, ele retornou ao Japão e continuou sua carreira de Go, após o fracasso da empresa em 1931.
Ele ganhou o Oteai, (o mais importante torneio no Japão até então) em 1935.  Ele desafiou o terceiro Honinbo jogado contra Hashimoto Utaro em 1945.
O segundo jogo dessa partida, foi jogado na periferia de Hiroshima, é famosa como a Jogo da bomba atômica'. A partida foi interrompida por causa da guerra, mas após seu termino houveo a continuação, mas ela terminou em 3-3. Um terceiro jogo aconteceu em 1946, Iwamoto ganhou dois jogos frente ao título Honinbo. Ele assumiu o nome Honinbo Kunwa.

## Após a guerra
A casa de Iwamoto era um local provisório para a Nihon Ki-in que foi quimada por um bombardeamento de B29 em 1945 e isso foi fundamental para encontrar uma nova sede para a Nihon Ki-in.
Iwamoto defendeu o titulo Honinbo perante Kitani Minoru em 1947, e em 1948 alcançou o 8º dan, tornando-se presidente da Nihon Ki-in. Ele mais tarde, perdeu o titulo Honinbo para Hashimoto Utaro em 1950. Ele venceu o NHK Cup em 1955.
Iwamoto viajou extensivamente para levar o ensinamento do Go as pessoas. Ele gastou 18 meses entre 1961-1962 em Nova York, difundindo os conhecimentos do Go. Ele alcançou o 9º dan em 1967, e teve muitos discípulos.

## Aposentadoria
Iwamoto aposentou-se em Abril de 1983. Em seus últimos anos, ele foi o principal benfeitor de vários centros europeus e americanos de Go em Londres, São Paulo, Nova York, Seattle e Amesterdam, em grande parte graças à criação da Fundação Iwamoto, em 1986, com uma contribuição inicial de 530 milhões de ienes.
Ele é o autor de três livros em inglês, "Go for Beginners", "Keshi and Uchikomi" e "The 1971 Honinbo Tournament".

## Iwamoto e Nihon Ki-in Brasil
Nas últimas três décadas, ele cruzou o globo ajudando a internacionalizar o jogo. Agora, com a construção de um centro permanente de Go nas Américas, ele realizou uma de suas mais antigas ambições. Sua visão tomou forma com a construção do prédio da sede do Nihon Kiin em São Paulo. Para Iwamoto, a escolha do Brasil, como local do primeiro do que é planejado para ser uma série de centros internacionais de Go, tem significado especial porque, quando jovem, e com dúvidas quanto ao seu futuro no mundo do Go, ele imigrou para o Brasil em 1929. Sua aventura agrícola foi infrutífera, e ele retornou ao Go dois anos depois, mas nunca perdeu sua ligação especial com o Brasil.
Em sua homenagem foi criado o Torneio Iwamoto em vários países. A última versão Torneio Iwamoto (modalidade Internet) ocorreu em 2006.